# Limba aromână
     Română
     Aromână
     Meglenoromână
     Istroromână

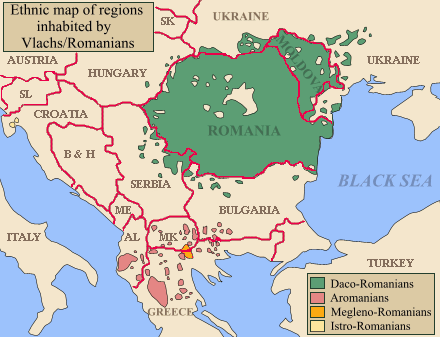
Răspândirea limbilor romanice de est:
Română
Aromână
Meglenoromână
Istroromână

Limba aromână (în aromână: Limba armãneascã, limba armãnã), vorbită de aromâni, face parte din grupul limbilor romanice, subgrupul limbilor romanice răsăritene, alături de dacoromână, meglenoromână și istroromână.

## Statut și denumiri
Există discuții între lingviști asupra statutului de limbă (dintre cele patru ale diasistemului romanic de est) sau de dialect (dacă diasistemul romanic de est este socotit o singură limbă, denumită „română”, în care caz limba română este denumită „dialectul dacoromân”). Toți însă împărtășesc, precum Matilda Caragiu Marioțeanu, opinia generală potrivit căreia aromâna provine din protoromână (limba est-romanică comună veche).
Există, de asemenea, discuții printre intelectualii aromâni asupra denumirii limbii, legate de discuțiile politice asupra statutului vorbitorilor, între „integraționiști” și „naționaliști”. Primii se vor, în țările unde trăiesc, membri ai națiunilor respective, dar de limbă aromână, definindu-se ca aromâni albanezi, aromâni bulgari, aromâni greci, aromâni macedoneni sau aromâni români; ceilalți vor să fie recunoscuți oficial ca minoritate etnică, definindu-se ca macedoromâni, macedoni sau machedoni de limbă macedoromână. Aceștia din urmă folosesc ca stindard „Soarele de la Vergina” (un simbol al regalității Macedoniei antice din care se trage Alexandru cel Mare). Controversa continuă în prezent, principalele dificultăți fiind legate nu de statut (care poate fi obținut fără riscuri fizice în cadrul democrației parlamentare și al politicii pentru minorități a Uniunii Europene), ci de denumiri. Pe de-o parte, denumirea de „Macedonia”, variantele ei, istoria țării și „Soarele de la Vergina” sunt revendicate atât de greci, cât și de macedoneni (un popor slav de sud vorbind limba macedoneană), iar, pe de altă parte, aromânii trăiesc numeroși și în afara Macedoniei: în Albania, în regiunea Olimpului, în regiunea Pindului ș.a. Din aceste motive, majoritatea autorilor folosesc denumirile de aromâni și de limbă aromână care sunt oficial înregistrate în codurile internaționale.
La înșiși vorbitorii ei, denumirea limbii aromâne nu este unitară: în funcție de graiuri, aromânii vorbesc limba armãneascã, armãneashti, armãneashte, armãneashci, armãneashce, rrãmãneshti (fărșeroții) sau vlăheaște (cei din Olimp).

## Vorbitori
Despre numărul total de vorbitori ai aromânei există numai estimări. Un document al Consiliului Europei dă numărul de circa 250.000 de vorbitori din aproximativ 500.000 de etnici aromâni. Singura dată exactă se găsește printre cele ale recensământului populației din 2011 din Albania, unde 3.848 de persoane se declară de limbă maternă aromână, din 8.266 care se declară de etnie aromână.
În urma emigrărilor din regiunile natale, aromâna se mai vorbește și în Europa Occidentală (Franța, Germania), S.U.A., Canada, America Latină și Australia.

## Istorie externă

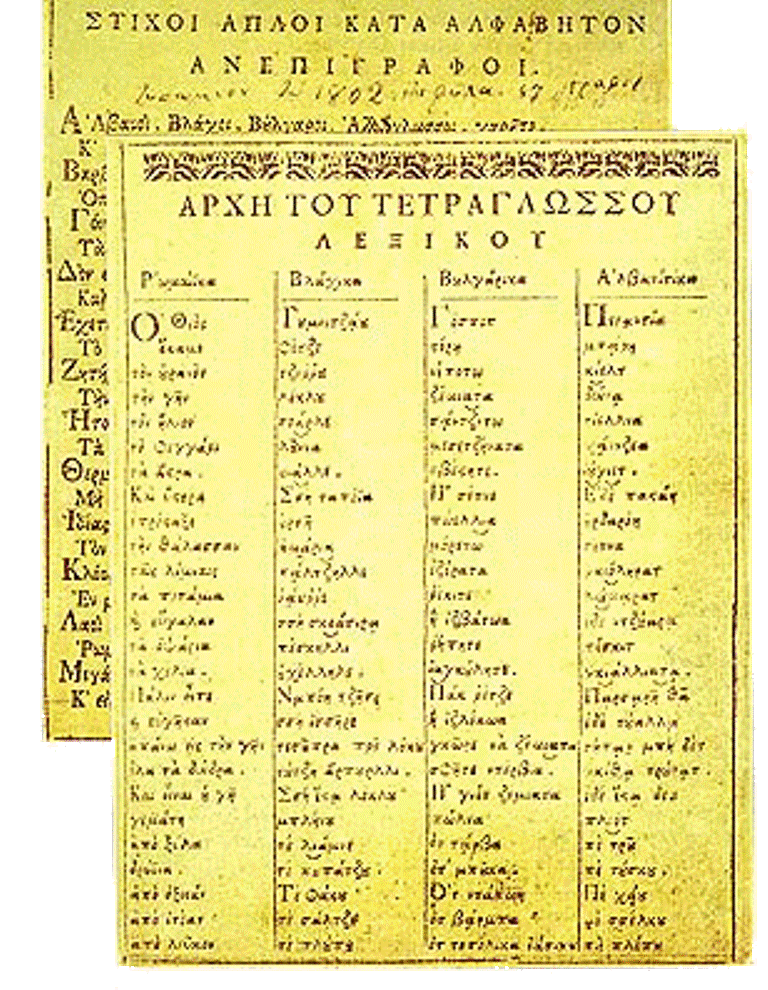
Lexiconul lui Daniil Moscopoleanul

Istoria externă a aromânei cuprinde trei perioade.
Prima perioadă, cea preliterară, de la formarea idiomului până la începutul secolului al XVI-lea, este practic necunoscută, cu numeroase aspecte controversate.
În general, se admite că aromâna s-a format la sud de Dunăre, fiind prima care s-a desprins din protoromână, cel mai târziu în secolul al X-lea, însă teritoriul său de formare este controversat. Majoritatea lingviștilor (Gustav Weigand, Ovid Densușianu, Sextil Pușcariu, Alexandru Rosetti) consideră că acesta este partea de est a regiunii dintre Dunăre și Munții Balcani, de unde s-a produs ulterior migrația aromânilor la sud de linia Jireček. Alții (Theodor Capidan, Tache Papahagi) susțin ideea formării parțial și în regiunea Munților Pindului și în sudul Albaniei. Prima atestare documentară a aromânilor în Macedonia, este legată de anul 976 și îi aparține cronicarului bizantin Kedrenos. În secolul al XI-lea, istoricul bizantin Kekaumenos afirmă că locuitorii aromâni din Pind provin din vecinătatea Dunării.
Singurele atestări ale idiomului din această perioadă sunt cuvinte (nume proprii, unele provenite din apelative) inserate în texte grecești, slave sau turcești, cea mai veche considerându-se a fi numele propriu de persoană Tsintsilukis, citat de istoricul bizantin Niketas Chiates la 1156 și interpretat de către Alexandru Philippide și Theodor Capidan ca provenind de la tsintsi luchi „cinci lupi”.
În secolul al XV-lea, cronicarul Laonic Chalcocondil remarcă înrudirea aromânei cu româna.

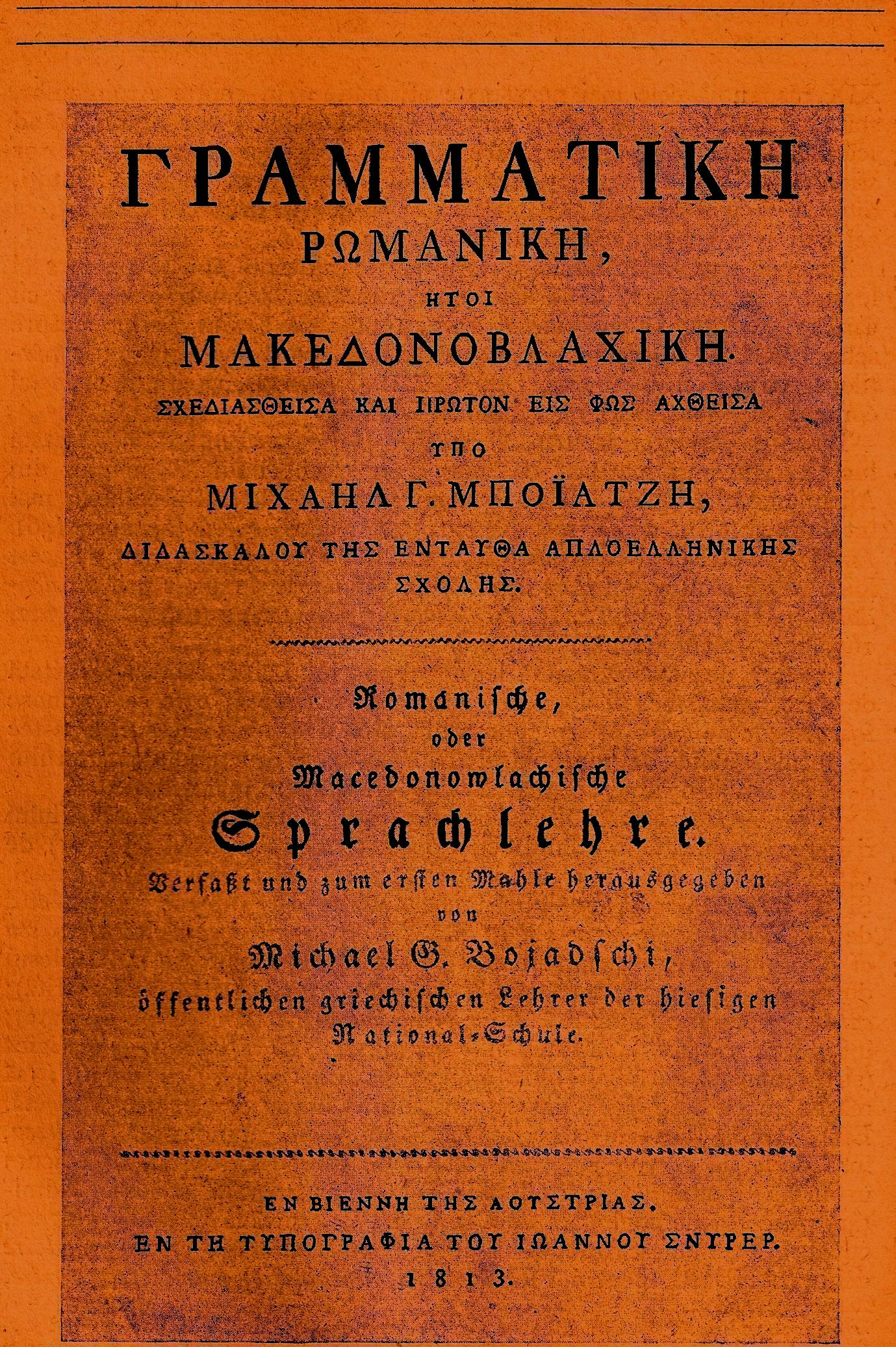
Gramatica lui Mihail G. Boiagi (1813)

A doua perioadă, cea veche, cuprinde secolul al XVI-lea. Aromâna devine singurul idiom romanic de est sud-dunărean care are o cultură scrisă. Din acest secol provin primele texte păstrate, cu alfabetul grecesc. Acestea sunt scurte: un scurt glosar greco-aromân de aproximativ 40 de cuvinte, din secolele XVI-XVII, în manuscrisul „Christ Church MS 49” din Oxford; o inscripție pe o icoană, atribuită unui ieromonah, Nectarie Tărpu, tradusă în greacă, albaneză și latină (1731), și o inscripție nedatată de pe așa-numitul „vas Simota”.
În această perioadă, clerici din Moscopole, centru cultural aromânesc de seamă, creează o literatură cu caracter religios, dar și lucrări lexicografice și pedagogice:
- un liturghier nedatat și nelocalizat;
- un vocabular grecesc–aromânesc–albanez[12];
- un ghid de conversație grecesc–albanez–aromânesc–bulgar[13];
- un abecedar[14];
- o culegere manuscrisă de traduceri religioase nedatată (Codex Dimonie).

La începutul acestui secol, Dimitrie Cantemir scrie în Descriptio Moldaviae (1714–1716) despre limba aromână următoarele:
„Un grai mult mai stricat [decât al muntenilor, față de graiul moldovenesc, n.n.] au cuțovlahii, care locuiesc în Rumelia, la hotarul Macedoniei. Ei amestecă într-un chip de mirare graiul țării lor cu cel grecesc și cu cel albanez; așa fel că amestecă, în vorbirea lor valahă, uneori frânturi din graiul grecesc, alteori din cel albanez.
Dar, în tot locul, păstrează sfârșitul moldovenesc la nume [substantive, n.n.] și la verbe. Într-un grai stricat ca acesta se înțeleg, ce e drept, numai între ei, căci nici un grec, albanez sau moldovean nu este în stare să-i priceapă. Dar dacă toți aceștia trei s-ar găsi laolaltă într-un loc și ar auzi un cuțovlah vorbind, atunci ar putea cu siguranță să înțeleagă ce vrea omul, dacă fiecare dintre ei ar tălmăci celorlalți frânturile din graiul său.”
După distrugerea Moscopolei în 1788, mulți cărturari aromâni trec în Imperiul Habsburgic și vin în contact cu ideile iluministe, fiind influențați de Școala Ardeleană.

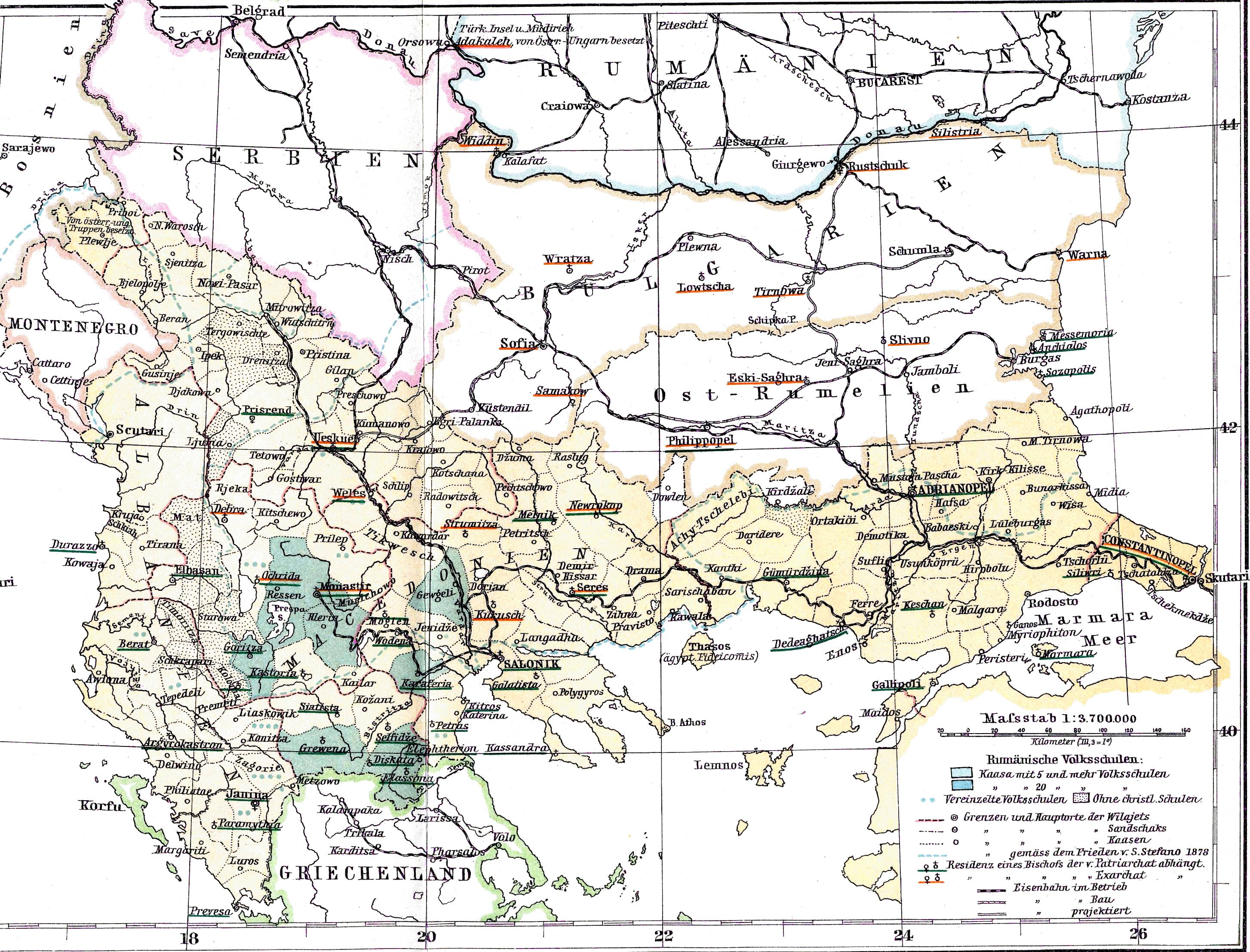
Zone cu școli românești pentru aromâni și meglenoromâni în Imperiul Otoman (cu cenușiu) (1886).

A treia perioadă, cea modernă, a aromânei începe odată cu secolul al XIX-lea. Atunci se trece la alfabetul latin și apar lucrări filologice influențate de limba română și latinizante. De aceea, limba acestor lucrări este artificială.
În a doua jumătate a secolului, odată cu înființarea unor școli românești în Macedonia, ia ființă și o literatură artistică în aromână. Începând cu 1864 apar și lucrări didactice și publicistice, originale și traduse. Autorii mai importanți sunt Mihail Nicolescu, Tașcu Iliescu, Constantin Belimace, Nuși Tulliu, Zicu A. Araia, Nicolae Batzaria, George Murnu.
Au fost publicate și culegeri de folclor, cele mai importante după 1890, alcătuite de Gustav Weigand și Pericle Papahagi
În perioada 1864-1945, au existat forme de învățământ pentru aromâni, dar mai ales în română, în special în Grecia. Tot în a doua jumătate a acestui secol, și până în 1945, au fost perioade în care slujbele religioase s-au ținut parțial în aromână.

## Situația actuală
În toate țările în care trăiesc aromânii, tendințele de asimilare și, prin urmare, de pierdere a limbii și culturii au fost puternice. Cu toate acestea, limba aromână a continuat să existe, ba chiar, începând cu anii 1990, situația ei s-a îmbunătățit.
Adunarea parlamentară a Consiliului Europei a adoptat în 1997 recomandarea nr. 1.333 privitoare la cultura și limba aromână, care subliniază caracterul amenințat al acestei limbi. Ea face apel la guvernele țărilor în care trăiesc aromâni să faciliteze folosirea limbii acestora în învățământ, biserică și mediile de informare. Deși recomandarea nu este urmată întru totul, se constată unele progrese în promovarea limbii aromâne.
Republica Macedonia de Nord este prima țară în care aromânii au fost recunoscuți ca minoritate națională. Începând cu anul 2001, limba aromână este oficială în localitatea Kruševo (în aromână Crushuva). În 2001, lingvistul american Victor A. Friedman constata că limba aromână era predată în școli din localitățile Skopje, Štip, Bitolia, Kruševo, Kumanovo, Struga și Ohrid, și că existau emisiuni de radio și de televiziune în această limbă.
În această țară, viața literară aromână este relativ activă. Alături de opere literare originale, este interesant de menționat că scriitorul Dina Cuvata a tradus în aromână Cântarea Cântărilor, Iliada, Odiseea, Eneida, Cântecul Nibelungilor, Divina comedie etc., și că a publicat un lexicon al scriitorilor aromâni.
În Albania, aromânii au primit statutul de minoritate națională la 13 octombrie 2017. Cercetătorul din Republica Moldova Dorin Lozovanu scria, în 2012, că în localitățile Korçë, Divjaka, Selenica și Vlorë erau școli în care se preda opțional aromâna, și menționa folosirea ei ca limbă de cult preponderentă în două biserici din Albania, la Korçë și la Divjaka. Constata, de asemenea, și existența unei prese aromâne.
În România, deși aromânii nu au vreun statut juridic, interesul pentru limba lor a luat avânt. În învățământul de stat, școlile pot introduce opțional predarea disciplinei „Cultură și tradiții aromâne” care include și lecții de limbă. Există și programe aprobate de Ministerul Educației, care prevăd o oră de predare pe săptămână pentru această disciplină. Limba este predată și în afara învățământului de stat.
Și în România, viața literară aromână este relativ activă. Deja în anii 1980, au apărut câteva volume, iar începând cu anii 1990, literatura în aromână a luat avânt. Genul cel mai bine reprezentat este poezia, operele apărând în volume și reviste, publicate, spre exemplu, de editura Cartea Aromãnã care scoate și Rivista di litiratură shi studii armãni. Altă editură care publică în aromână este Asociația Predania, în cadrul proiectului „Avdhela”.
Radio România Internațional difuzează cu regularitate emisiuni în aromână.
În 2013, a fost prezentat primul film artistic de lung metraj în aromână, Nu hiu faimos ama hiu Armãn (Nu sunt faimos, dar sunt aromân), în regia lui Toma Enache. Același regizor traduce în aromână și pune în scenă piese românești și străine.
Aromâna este cultivată și de unele organizații aromâne din diaspora occidentală, de exemplu Association des Français Makedon-Armouns (AFMA) – Tra Armanami.

## Încercări de standardizare
Date fiind condițiile în care există limba aromână, aceasta nu este standardizată. Autorii din trecut au scris în propriul lor grai, iar cei actuali în general continuă această practică.
Matilda Caragiu Marioțeanu a fost cea care a început acțiunile de standardizare. Dicționarul său apărut în 1997 recomandă pronunțări și tipuri flexionare după mai multe criterii. Unul este cel al ariei majore, conform căruia alege trăsăturile cele mai răspândite și nu limitate la regiuni relativ puțin întinse. După criteriul etimologic, propune forme cât mai apropiate de etimoni, nu deformate, cum există în unele graiuri. Aplică și un criteriu al specificității aromânei, recomandând variantele proprii acesteia și nu pe cele care se află și în celelalte idiomuri romanice de est. În privința adaptării împrumuturilor, este pentru folosirea lor cu terminații specifice aromânei, dar fără deformarea corpului lor conform legilor fonetice vechi ale limbii. În același timp, preconizează păstrarea grafemelor folosite tradițional de către lingviștii români pentru scrierea aromânei, ceea ce implică utilizarea acelorași grafeme pentru sunetele comune cu româna.
Iancu Ballamaci, lingvist aromân din Albania, folosește și el scrierea tradițională în manualul său de aromână. În același timp, se străduiește să se adreseze tuturor aromânilor, dând adesea mai multe variante regionale ale cuvintelor.
Tiberius Cunia, un intelectual aromân fără studii lingvistice, care a trăit în Statele Unite, a propus un sistem de scriere destinat a fi standardizat, din care a eliminat toate literele românești cu diacritice . L-a prezentat la un simpozion ținut la Bitolia (Macedonia) în 1997, unde a fost adoptat, deși acest simpozion nu putea să-i reprezinte pe toți aromânii. În 2010 a publicat un vast dicționar explicativ în aromână, cu cuvintele titlu date și în română, engleză și franceză, scris cu sistemul propus de el, și în care a aplicat legile fonetice ale aromânei și la rădăcina împrumuturilor recente. Există și un curs online de inițiere la sistemul său de scriere.
Activitățile de planificare lingvistică și de standardizare începute în anii 1990 nu sunt finalizate din cauza divergențelor dintre cei care le întreprind. În România, cei care susțin caracterul de dialect românesc al aromânei, reprezentați, bunăoară, de Societatea de Cultură Macedo-Română (SCMR), sunt pentru scrierea tradițională, iar cei pentru care aromâna este o limbă aparte, grupați, de exemplu, în Comunitatea Aromână din România, adoptă normele propuse de Tiberius Cunia. Acestea sunt adoptate și de Societatea Culturală Aromână. Lipsa standardizării se manifestă semnificativ în amestecul dintre sistemele de scriere la unii autori.

## Varietăți regionale
limba aromână: F – fărșerot și muzăchear; M – moscopolean; B – gopeșean-muloviștean și cel din Beala; P – pindean și olimpiot; G – grămostean
     limba meglenoromână

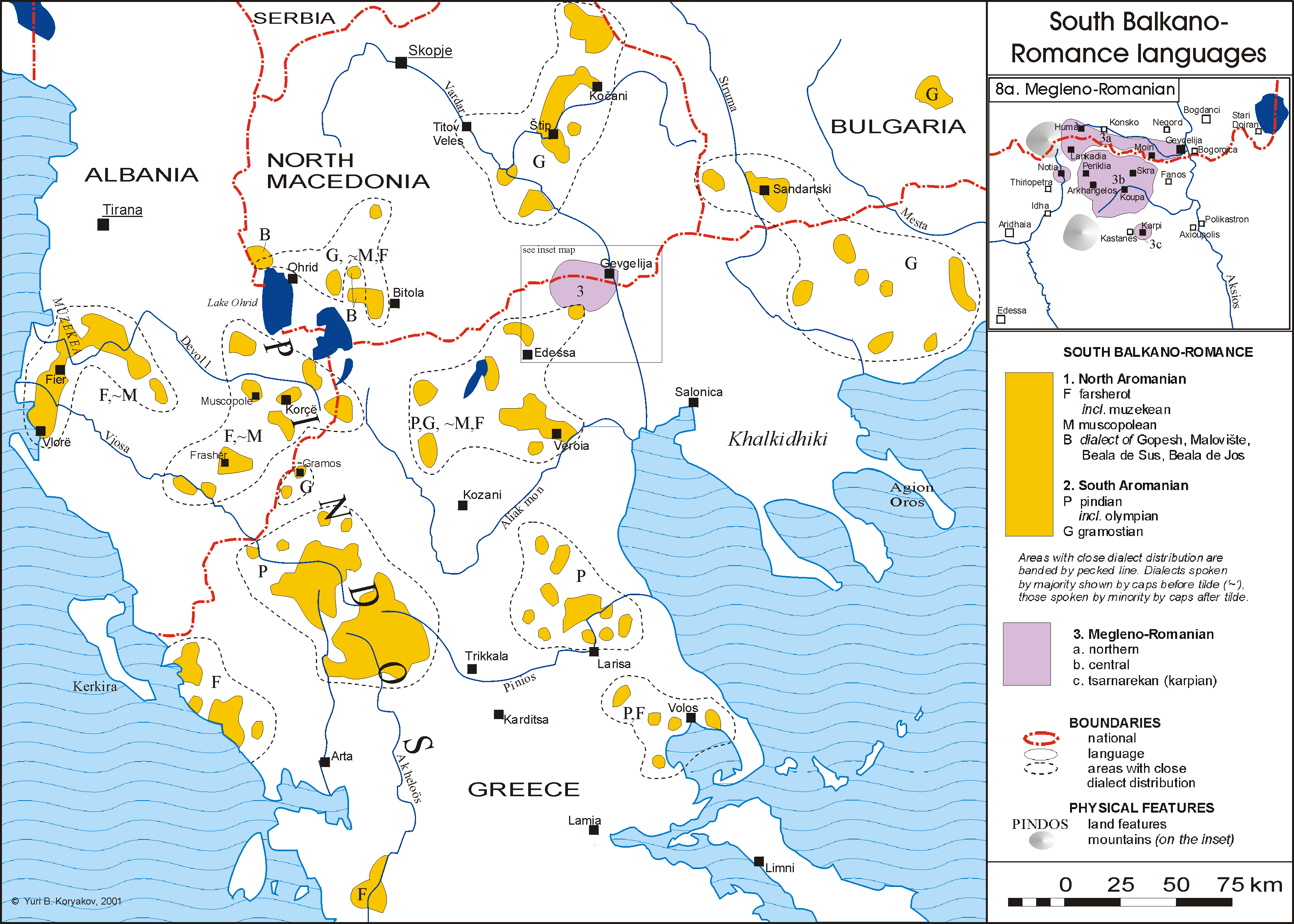
Graiurile limbii aromâne
limba aromână: F – fărșerot și muzăchear; M – moscopolean; B – gopeșean-muloviștean și cel din Beala; P – pindean și olimpiot; G – grămostean
limba meglenoromână

Aromâna este unitară în esență, având varietăți regionale reciproc inteligibile, dar graiurile sunt numeroase, iar configurația lor este complexă și controversată, din cauza întrepătrunderii lor.
O clasificare a lui Gustav Weigand, adoptată de lingviștii actuali Matilda Caragiu Marioțeanu și Nicolae Saramandu, bazată numai pe particularități fonetice, distinge două grupuri de graiuri:
- un grup de nord-vest, numit de tip fărșerot, care cuprinde graiurile:

- fărșerot, vorbit de o populație de aromâni numită „fărșeroți”, în regiunea satului Frashër din Albania;
- moscopolean, vorbit de moscopoleni, în regiunea orașului Moscopole din Albania;
- muzăchear, în Muzachia (în albaneză Myzeqeja), regiune din sudul Albaniei;
- gopeșean-muloviștean și cel din Beala, în localitățile Gopeș, Maloviște, Beala de Sus, Beala de Jos din Republica Macedonia de Nord;

- un grup de sud-est, numit de tip nefărșerot, pe o arie mult mai extinsă decât primul grup, cu graiurile:

- pindean, în munții Pindului (Grecia);
- olimpiot, în regiunea muntelui Olimp (Grecia);
- grămostean, în munții Gramos din Grecia.

Theodor Capidan și Tache Papahagi au propus o clasificare puțin diferită, bazată pe mai multe particularități fonetice, dar și pe particularități gramaticale și lexicale. Aceasta distinge un grup de nord, cu cele numite mai sus de nord-vest, plus graiul grămostean, și un grup de sud, cu celelalte două din cele numite mai sus de sud-est.

## Fonetism și scriere
Sistemul fonologic al aromânei este în mare măsură asemănător cu cel al românei, mai ales dacă se iau în considerare și particularități ale unor graiuri ale celei din urmă.

### Vocale, semivocale și vocale asilabice
Vocalele aromânei nu diferă în general de cele ale românei. Doar vocalele [ə] și [ɨ] (scrise ã, respectiv î/â în română) prezintă deosebiri, ambele realizându-se când ca [ə], când ca [ɨ], când ca o vocală situată între ele, în funcție de graiuri.
Semivocalele din aromână sunt aceleași ca în română. Împreună cu vocale, formează:
- diftongi:
  - [e̯a]: featã „fată”;
  - [o̯a]: dadoara „a doua oară”;
  - [j] + vocală: iedu „ied”;
  - vocală + [j]: doisprãdzatse „doisprezece”;
  - [w] + vocală: steaua;
  - vocală + [w]: ljau „iau”;
- triftongi: spuneai, ali dunjauei [ali du'ɲawej] „(al/a/ai/ale) lumii, oamenilor”.

Există și două vocale asilabice (sau scurte), la sfârșit de cuvânt, după vocală + consoană: [ʲ] (i asilabic), ca în română, și [ʷ] (u asilabic) în aceeași poziție, care în română s-a păstrat numai în unele graiuri. Nici în aromână nu este prezent în toate graiurile. Îl prezintă Caragiu Marioțeanu 1997, apare și la Cunia 2010 ca terminație alternativă, dar nu și la Ballamaci 2010, care se bazează pe graiul fărșerot.

### Consoane
Majoritatea consoanelor din aromână există și în română.
Trei consoane aromânești sunt prezente în română numai în unele graiuri, de exemplu cel maramureșean:
- [d͡z][50]: dzatsi „zece”;
- [ʎ][51]: oclju „ochi”;
- [ɲ][52]: njel „miel”.

Alte trei consoane nu se găsesc în română. Două dintre ele nu există nici în toate graiurile aromânești:
- [ð], ca th în englezescul there „acolo”, se găsește în împrumuturile din greacă și din albaneză, dar numai în unele graiuri. În altele îi corespunde [d] în acele împrumuturi[53]: dhascal sau dascal „dascăl”.
- [θ], ca th în englezescul theatre este, de asemenea, împrumutat din greacă, se pronunță ca atare în unele graiuri, iar în altele îi corespunde [t][54]: cathi sau cati „fiecare”.
- [ɣ] există și în greacă, unde se redă cu γ (gama). În aromână se găsește în toate graiurile, în împrumuturi din greacă, dar și în cuvinte moștenite, realizându-se de asemenea [g] sau [v]: yinyits, vinghits sau yinghits „douăzeci”[55].

### Scriere
Primele texte aromâne au fost scrise cu alfabetul grec, dar în prezent se folosește aproape exclusiv cel latin. Totuși, mai subzistă și folosirea alfabetului grec.
Scrierea și ortografia aromânei nu sunt unitare, nefiind standardizate. Există în prezent trei sisteme de scriere. Două dintre ele sunt tradiționale, aproape identice, folosite bunăoară de Caragiu Marioțeanu și Ballamaci. Al treilea este sistemul propus de Cunia.
În toate sistemele, grafemele c, ce, ci, che, chi, g, ge, gi, ghe, ghi; e, o, i și u (literele pentru semivocale și vocale asilabice fiind aceleași ca pentru vocalele corespunzătoare); k, q, w și y (în cuvinte străine) au valorile celor din română, precum și toate celelalte litere fără diacritice.

#### Redarea vocalelor [ə] și [ɨ]
Ballamaci 2010 folosește literele ă și â, dar nu și litera î, vocala [ɨ] neîntâlnindu-se la el la început de cuvânt. La sfârșit de cuvânt folosește â. La Caragiu Marioțeanu există ă, î și â, aceasta din urmă și la sfârșit de cuvânt. Cunia 2010 redă ambele vocale prin ã în toate pozițiile, motivând aceasta prin tratarea lor diversă în graiuri. De altfel, aceasta este la el singura literă cu diacritic. Exemple:
| Ballamaci | Caragiu Marioțeanu | Cunia          | Română standard |
| --------- | ------------------ | -------------- | --------------- |
| cântă     | cântâ              | cãntã          | cântă           |
| mplin     | împlinu            | mplin / ãmplin | plin            |

#### Redarea consoanelor parțial diferită de cea din română
În redarea consoanelor existente și în română există o diferență între sistemul tradițional și cel propus de Cunia. Acesta folosește sh în loc de ș și ts în loc de ț. Exemple:
| Tradițional | Cunia | Română standard |
| ----------- | ----- | --------------- |
| șasi        | shasi | șase            |
| ți          | tsi   | ce              |

Dintre consoanele care nu se găsesc în româna standard, [ð], [θ] și [ɣ] sunt redate la fel de către cei trei autori: dh, th, respectiv y. Pentru celelalte există diferențe:
| Consoană | Ballamaci | Caragiu Marioțeanu | Cunia  | Română standard |
| -------- | --------- | ------------------ | ------ | --------------- |
| [d͡z]     | dzâț      | ḑați               | dzatsi | zece            |
| [ʎ]      | ocl’u     | ocl’u              | oclju  | ochi            |
| [ɲ]      | ńel       | ńelu               | njel   | miel            |

### Evoluții fonetice din latină
O seamă de sunete au evoluat diferit în aromână și în română:
| Latină                                                   | Aromână                                                      | Română standard                                              |
| -------------------------------------------------------- | ------------------------------------------------------------ | ------------------------------------------------------------ |
| cuvinte cu consoană inițială: ROMANUS                    | proteza frecventă a lui [a]: ar(ã)mãn                        | lipsa protezei lui [a]: „român”                              |
| [e] accentuat: FETA                                      | diftongat în toate formele unui același cuvânt: featã, feati | diftongat în unele forme și refăcută în altele: „fată, fete” |
| [e] după consoană labială: PECCATUM „păcat”              | păstrat: pecatoshlji                                         | evoluat în altă vocală: „păcătoșii”                          |
| [e] inițial: EST                                         | lipsa protezei lui [j]: esti [esti] / easti [e̯asti]          | proteza lui [j]: „este” [jeste]                              |
| [e] după [g] sau [d]: GENUC(U)LUS                        | închis la [i]: dzinuclju                                     | păstrat: „genunchi”                                          |
| [i] după [g] sau [d]: DICO                               | > [ə]: dzãc                                                  | păstrat: „zic”                                               |
| [o] neaccentuat: ARBOR                                   | închis mai frecventă la [u]: arbure                          | păstrat mai frecvent: „arbore”                               |
| [u] final după vocală + consoană în desinențe: FAGUS     | > [ʷ]: fagu                                                  | căzut: „fag”                                                 |
| [u] final după grupuri consonantice în desinențe: LIGNUS | păstrat: lemnu                                               | căzut: „lemn”                                                |
| vocale neaccentuate între două consoane: ALAPA           | căzute în mod frecvent: arpã                                 | evoluate în altă vocală: „aripă”                             |
| prefixul IN-/IM-: IMPARTO                                | mai multe evoluții: mpartu / ampartu / [əmpartu] / [ɨmpartu] | „împart”                                                     |
| [w] înainte de consoană sonoră: LAUDO                    | > [v]: alavdu                                                | > [wu]: „laud”                                               |
| [w] înainte de consoană surdă: *CAUTO                    | > [f]: caftu                                                 | > [wu]: „caut”                                               |
| [k] înainte de [e] sau [i]: CAELUM                       | > [t͡s]: tser                                                 | > [t͡ʃ]: „cer”                                                |
| [d] înainte de [e] sau [i]: DICO                         | > [d͡z]: dzãc                                                 | > [z]: „zic”                                                 |
| [g] înainte de [e] sau [i]: GELUM                        | > [d͡z]: dzer                                                 | > [d͡ʒ]: „ger”                                                |
| [j] înainte de [a], [o] sau [u]: JOCUS                   | > [d͡ʒ]: gioc                                                 | > [ʒ] „joc”                                                  |
| [l] înainte de [e] sau [i]: LEPOREM                      | > [ʎ]: ljepure                                               | > [j]: „iepure”                                              |
| [kl]: INCLAGO                                            | > [kʎ]: ncljeg                                               | > [k]: „încheg”                                              |
| [gl]: GLACIUM                                            | > [gʎ]: gljets                                               | > [g]: „gheață”                                              |
| [n] înainte de [e] sau [i]: CALCANEUM                    | > [ɲ]: cãlcãnju                                              | căzut: „călcâi”                                              |
| [m] în silabă accentuată: MERCURIS                       | > [ɲ]: njercuri                                              | păstrat: „miercuri”                                          |
| [p] înainte de [e]: PETRA                                | palatalizat: cheatră                                         | păstrat: „piatră”                                            |
| [b] înainte de [e]: BENE                                 | palatalizat: ghine                                           | păstrat: „bine”                                              |
| [f] înainte de [e] sau [i]: FIGO                         | > [h]: higu                                                  | păstrat: „înfig”                                             |

## Gramatică
Structura gramaticală a limbii aromâne diferă întrucâtva de cea a românei, din mai multe motive. În primul rând, din cauza relativei sale izolări, are un caracter arhaic, păstrând adesea trăsături din stadii anterioare ale românei. În al doilea rând, evoluția sa independentă și în condiții diferite a creat posibilitatea inovației pe teren propriu. În fine, unele diferențe se datorează influențelor exercitate asupra aromânei de către limbile cu care a venit în contact: greaca, albaneza, sârba, bulgara, macedoneana, turca.

### Morfologie
În sistemul morfologic se remarcă unele trăsături precum o declinare mai bogată ca în română a pronumelui posesiv, conjunctivul cu patru timpuri, față de numai două în română, condiționalul prezent sintetic față de cel analitic din română, sau indicativul mai mult ca perfect analitic față de cel sintetic din română.

#### Articolul
Formele articolelor hotărâte (cu caractere aldine) sunt:
- la substantivele de genul masculin:

- terminate în vocală + consoană (+[ʷ]) – lup(u):

– la singular: luplu „lupul”;
– la plural: luplji;
- terminate în două consoane + [u] – corbu:

– la singular: corbul;
– la plural: corghilj;
- terminate în [e]/[i] – frate / frati:

– la singular: fratile / fratili;
– la plural: fratslji;
- la feminine – featã, bisearicã:

- la singular: feata „fata”, bisearica „biserica”;
- la plural: featile / featili, bisearitsle / bisearitsli;

- la neutre:

- terminate în vocală + consoană (+[ʷ]) – foc(u):

– la singular: foclu;
– la plural: focurle / focurli;
- terminate în două consoane + u silabic – lucru:

– la singular: lucrul;
– la plural: lucrurle / lucrurli.
Vocala dinaintea articolelor -lu, -lji și -le/-li cade la neutru plural, iar înaintea lui -le/-li, uneori și la feminin plural.
Articolul nehotărât feminin singular este unã: unã featã „o fată”.

#### Substantivul
Există unele diferențe între aromână și română atât în formarea pluralului substantivelor, cât și în declinarea acestora.

##### Pluralul
Terminația la cazul nominativ singular și plural diferă uneori între aromână și română, dar unele diferențe privesc numai anumite graiuri:
| Gen      | Singular                                                                | Plural                                     |
| -------- | ----------------------------------------------------------------------- | ------------------------------------------ |
| Masculin | vocală + consoană (+ [ʷ]): lup(u) „lup”                                 | vocală + consoană + [ʲ]: luchi             |
| Masculin | vocală + consoană + consoană alta decât [k] și [g] + [u]: corbu „corb”  | vocală + consoană + consoană + [i]: corghi |
| Masculin | vocală + consoană + [k] + [u]: porcu „porc”                             | vocală + consoană + [t͡s] + [i]: portsi     |
| Masculin | vocală + consoană + [g] + [u]: murgu „murg”                             | vocală + consoană + [d͡z] + [i]: murdzi     |
| Masculin | vocală + [n] + [i]/[e]: cãni / cãne „câine”                             | vocală + [ɲ]: cãnj                         |
| Masculin | vocală + [t] + [i]/[e]: frati / frate                                   | vocală + [t͡s]: frats                       |
| Masculin | consoană + [t] + [i]/[e]: munti / munte                                 | consoană + [t͡sə]: muntsã                   |
| Masculin | [ə] neaccentuat: tatã „tată”                                            | [əɲ]: tãtãnj                               |
| Masculin | [ə] accentuat (în cuvinte de origine greacă sau turcă): amirã „împărat” | [ad͡z]: amiradz                             |
| Feminin  | vocală + consoană + [ə]: casã                                           | vocală + consoană + [i]/[e]: casi / case   |
| Feminin  | consoană + [t] + [ə]: poartã                                            | consoană + [t͡sə]: portsã                   |
| Feminin  | consoană + [t] + [i]/[e]: carti / carte                                 | consoană + [t͡sə]: cãrtsã                   |
| Feminin  | vocală + consoană + [i]/[e]: cali / cale                                | vocală + consoană + [urʲ]: cãljuri         |
| Feminin  | vocală + consoană + [ə] (în cuvinte de origine greacă): yramã „literă”  | vocală + consoană + [ate]: yramate         |
| Neutru   | vocală + consoană (+ [ʷ]): foc(u)                                       | vocală + consoană + [urʲ]: focuri          |
| Neutru   | vocală + două consoane + [u]: vimtu „vânt”                              | vocală + două consoane + [urʲ]: vimturi    |
| Neutru   | vocală + consoană (+ [ʷ]): os(u)                                        | vocală + consoană + [i]/[e]: oasi / oase   |
| Neutru   | [t͡s] (+ [ʷ]): brats(u) „braț”                                           | [t͡sə]: bratsã                              |

Observații:
- Acolo unde la plural ultimele sunete sunt vocală + consoana nj, dz sau ts, timbrul acestora este dat de desinența [ʲ] care nu se mai aude.
- Desinențele -adz și -ate sunt de origine greacă.
- Forma de plural este identică cu cea de singular la substantivele feminine care se termină în[68]:

- nj, lj, sh, c, ts + i / e: lupoanji / lupoanje „lupoaică, lupoaice”, unglji / unglje „unghie, unghii”, cireashi / cireashe „cireașă, cireșe”, bohci / bohce „boccea, boccele”, dultsi / dultse „baclava, baclavale”;
- dz sau ts + ã: frãndzã „frunză, frunze”, soatsã „soață, soațe”.

##### Declinarea
Declinarea cu articol nehotărât este următoarea:
| Caz                | Masculin și neutru | Feminin      |
| ------------------ | ------------------ | ------------ |
| Nominativ-acuzativ | un bãrbat(u)       | unã featã    |
| Genitiv-dativ      | a unui bãrbat(u)   | a unei featã |

Declinarea cu articol hotărât:
| Caz     | Masculin          | Masculin        | Neutru          | Neutru              | Feminin                                             | Feminin                 |
| Caz     | Singular          | Plural          | Singular        | Plural              | Singular                                            | Plural                  |
| ------- | ----------------- | --------------- | --------------- | ------------------- | --------------------------------------------------- | ----------------------- |
| N.-A.   | bãrbatlu          | bãrbatslji      | foclu           | focurle / focurli   | feata                                               | featile / featili       |
| G.-D.   | a bãrbatlui       | a bãrbatslor(u) | a foclui        | a focurlor(u)       | ali/ale featã/feate/feati sau a featãljei/featiljei | a featilor(u)           |
| Vocativ | bãrbate!          | bãrbats!        | foc(u)!         | focuri!             | featã!                                              | feate! / feati!         |
| N.-A.   | fratile / fratili | fratslji        | vimtul „vântul” | vimturle / vimturli | dada „mama”                                         | dadile / dãdãnjle       |
| G.-D.   | a fratilui        | a fratslor      | a vimtului      | a vimturlor         | ali/ale dadã/dade/dadi                              | a dadilor / a dãdãnjlor |
| Vocativ | frate!            | frats!          | vimt!           | vimturi!            | dado!                                               | dade! / dãdãnj!         |

În declinare este de remarcat:
- Atât genitivul, cât și dativul au, după Capidan, prepoziția a (de la latinescul ad) și nu o formă a articolului posesiv[71]: dada a ficiorlui „mama băiatului”, lju dau a vitsinlui „o dau vecinului”.
- La feminin singular sunt două tipuri de substantive. În cazul celor ca dadã „mamă”, articolul hotărât este antepus substantivului, fiind contractat cu prepoziția a. În acest tip intră și prenumele feminine (ali/ale Ghene). În cazul celuilalt tip, ca featã, articolul poate fi antepus sau postpus.
- La genitiv-dativ feminin singular, substantivul are variante cu desinența -e/-i și variante fără desinență.
- Genitiv-dativul numelor proprii de persoană masculine are articolul al antepus: al Gog(u).
- Formele de vocativ sunt fără articol, dar sunt prezentate de obicei în același tabel cu formele articulate. Numai unele substantive au desinență la vocativ: bãrbate!, dado!

#### Adjectivul calificativ
Pluralul și declinarea adjectivelor sunt asemănătoare cu cele ale substantivelor. Gradele lor de comparație prezintă unele particularități.
Comparativul de superioritate se formează cu adverbele ma sau cama și termenul de comparație este precedat de conjuncția di/de: El easte ma mare di mine „El este mai mare decât mine”, cama tsinjisitu „mai cinstit”.
La superlativul relativ de superioritate, adjectivul primește articolul hotărât: ma multele ori „de cele mai multe ori”, cama marlji „cei mai mari”. În graiurile din nord se mai folosește și o particulă împrumutată din macedoneană, nai, plasată înaintea lui ma sau cama: nai ma mushatlu „cel mai frumos”.
Superlativul absolut se poate exprima cu mai multe adverbe: multu bun(ã) „foarte bun(ă)”, vãrtos dultse „foarte dulce”, un om dip avut „un om foarte bogat”. Un procedeu specific limbilor balcanice folosit și în aromână este superlativul absolut prin repetarea adjectivului: Ira linãvoasã-linãvoasã „Era foarte leneșă”.

#### Pronumele

##### Pronumele personal
Pronumele personal are următorele forme în aromână:
| Persoană | Persoană | Nominativ           | Dativ             | Dativ                       | Acuzativ         | Acuzativ           |
| Persoană | Persoană | Nominativ           | Forme accentuate  | Forme neaccentuate          | Forme accentuate | Forme neaccentuate |
| -------- | -------- | ------------------- | ----------------- | --------------------------- | ---------------- | ------------------ |
| I sg.    | I sg.    | io, mine/mini       | anja              | inj, nji, -nj, nj-          | mine/mini        | me/mi              |
| II sg.   | II sg.   | tu, tine/tini       | atsãja            | ãts, tsã; ts, ță, s, z      | tine/tini        | te/ti              |
| III sg.  | masc.    | el/elu, nãs         | aluj              | ilj, ãlj, lji, li, -lj, lj- | el/elu           | lu/lo, ul, -l, l-  |
| III sg.  | fem.     | ea/ia, nãsã         | aljei             | ilj, lji, -lj, lj-          | ea               | o/u                |
| I pl.    | I pl.    | noi                 | anoauã/anauã/anao | nã                          | noi              | nã/ne              |
| II pl.   | II pl.   | voi                 | avoauã/avauã/avao | vã, v                       | voi              | vã/ve              |
| III pl.  | masc.    | elj, nãsh           | alor              | lã                          | elj              | ilj, -lj, lj-      |
| III pl.  | fem.     | eale/iale/ele, nãse | alor              | lã                          | eale             | le/li              |

Observații:
- Formele nãs, nãsã, nãsh, nãse sunt folosite în graiurile din nord.
- Formele de acuzativ mine/mini, tine/tini sunt folosite uneori la nominativ, în locul lui io, tu, fiind posibil și invers: io și tu la acuzativ în locul lui mine/mini, tine/tini[75].
- Dativul etic[76] este mai frecvent decât în română, fiind folosit și atunci când nu există în propoziție complement de altă persoană decât a subiectului: va-nj putridzãscu „o să putrezesc”.

Exemple în propoziții:
Io nu him surat „Eu nu sunt însurat”;
Scoalã tini cas-shed mini (cu forma de acuzativ în locul celei de nominativ) „Scoală-te tu ca să șed eu”;
Tsãni-ti di mini/io (cu forma de acuzativ sau cea de nominativ) „Ține-te de mine”;
Tsã era doru „Îți era dor”;
Alasã-me mine „Lasă-mă pe mine”;
Nu lã spusim alor „Nu le spuserăm lor”;
Ashi-nj-ti voi „Așa mi te vreau”;
Nãsã nu e aua „Ea nu este aici”.

##### Pronumele și adjectivul posesiv
Declinarea pronumelui și adjectivului posesiv aromânesc este mai bogată decât în română. Are următoarele forme:
| Posesor(i) | Obiect(e) posedat(e) | Gen   | Caz   | Persoana I                              | Persoana I         | Persoana a II-a                 | Persoana a II-a    | Persoana a III-a | Persoana a III-a   |
| Posesor(i) | Obiect(e) posedat(e) | Gen   | Caz   | Forme accentuate                        | Forme neaccentuate | Forme accentuate                | Forme neaccentuate | Forme accentuate | Forme neaccentuate |
| ---------- | -------------------- | ----- | ----- | --------------------------------------- | ------------------ | ------------------------------- | ------------------ | ---------------- | ------------------ |
| Unul       | Unul                 | masc. | N.-A. | anjeu / ameu / anjãu / amel             | nju / njo          | atãu / atãl                     | tu / tsi / tsã     | alui, aljei      | lj, su / so / sio  |
| Unul       | Unul                 | masc. | G.-D. | anjui / anãui / aneui / amilui          | njui / njoi        | atãui                           | tui / toi          | –                | sui / soi          |
| Unul       | Unul                 | fem.  | N.-A. | amea / ameauã / ameao                   | nj                 | ata / atauã / atao              | ta / ts            | alui, aljei      | lj, sa             |
| Unul       | Unul                 | fem.  | G.-D. | anjei / amiei / amiljei                 | meai               | atãei / atãiei / atãljei        | tai                | –                | sai                |
| Unul       | Mai multe            | masc. | N.-A. | anjei / amei / amelj                    | –                  | atãi / atei / atãlj             | ts                 | alor / aloru     | lã                 |
| Unul       | Mai multe            | masc. | G.-D. | anjor / amior                           | –                  | atãor / atãoru                  | –                  | –                | –                  |
| Unul       | Mai multe            | fem.  | N.-A. | ameale / ameali                         | –                  | atale / atali                   | ts                 | alor / aloru     | lã                 |
| Unul       | Mai multe            | fem.  | G.-D. | anjor / amior                           | –                  | atãor / atãoru                  | –                  | –                | –                  |
| Mai mulți  | Unul                 | masc. | N.-A. | anostru / anostu                        | –                  | avostru / avostu                | –                  | alor / aloru     | –                  |
| Mai mulți  | Unul                 | masc. | G.-D. | anostrui / anushtrui / anostrului       | nã                 | avostrui / avustrui / avushtrui | vã                 | alor / aloru     | –                  |
| Mai mulți  | Unul                 | fem.  | N.-A. | anoastrã                                | nã                 | avoastrã / avoastã              | vã                 | alor / aloru     | –                  |
| Mai mulți  | Unul                 | fem.  | G.-D. | anushtrei / anoastrãljei                | –                  | avustrei / avoastriljei         | –                  | alor / aloru     | –                  |
| Mai mulți  | Mai multe            | masc. | N.-A. | anoshtri / anoci                        | nã                 | avoshtri / avoci                | vã                 | alor / aloru     | –                  |
| Mai mulți  | Mai multe            | masc. | G.-D. | anostror(u) / anustror(u) / anoshtrilor | –                  | avustror / avushtror            | –                  | alor / aloru     | –                  |
| Mai mulți  | Mai multe            | fem.  | N.-A. | anoastre                                | nã                 | avoastre / avoaste              | vã                 | alor / aloru     | –                  |
| Mai mulți  | Mai multe            | fem.  | G.-D. | anostror / anustror(u)                  | –                  | avustror / avushtror            | –                  | alor / aloru     | –                  |

Observații:
- Posesivele accentuate au aceeași formă și ca pronume, și ca adjective.
- Formele neaccentuate sunt numai adjective: tatã-nju „tatăl meu”, feata-vã „fata voastră”, dzinir-su „ginerele său”.
- Ca adjective, posesivele se plasează după substantivul determinat. La folosirea celor accentuate, se declină și substantivul, și adjectivul: a sorãljei amei „surorii mele”, dar cu cele neaccentuate, substantivul nu se declină: a dadã-meai „mamei mele”, a doamnã-sai „stăpânei sale”.
- Unii autori, de exemplu Cunia 2010, scriu a inițial separat de restul pronumelor.

Exemple în propoziții:
Furlu… pare mastur bun tu tehni-lj „Hoțul… pare meșter bun în meseria lui”;
Casa-lã s-pare ermã „Casa lor pare pustie”;
Iria amiră hilj-sio „Era împărat fiu-său”;
Se agãrshi limba anoastrã „S-a uitat limba noastră”;
Lja-ts di measa-nã „Ia-ți din masa noastră”.

##### Pronumele-adjectiv demonstrativ
Formele pronumelui-adjectiv demonstrativ sunt:
| Felul pronumelui | Caz   | Singular                            | Singular                      | Plural                    | Plural                               |
| Felul pronumelui | Caz   | Masculin                            | Feminin                       | Masculin                  | Feminin                              |
| ---------------- | ----- | ----------------------------------- | ----------------------------- | ------------------------- | ------------------------------------ |
| de apropiere     | N.-A. | aestu / aistu / aist                | aestã / aistã                 | aeshti / aeshtsã / aishti | aeste / aiste                        |
| de apropiere     | G.-D. | aestui / aeshtui / aistui / aishtui | aistei / aishtei / aishtãljei | aestor / aistor / aishtor | aestor / aistor / aishtor / aistelor |
| de depărtare     | N.-A. | atselu / atsãl / atsel              | atsea / atsia                 | atselj                    | atseale / atsele                     |
| de depărtare     | G.-D. | atselui / atsilui / atsului         | atseljei / atsiljei           | atseloru / atsiloru       | atseloru / atsiloru                  |
| de diferențiere  | N.-A. | alantu / alant / anantu / nantu     | alantã / anantã               | alantsã / anantsã         | alante / anante                      |
| de diferențiere  | G.-D. | alãntui / anãntui                   | alãntei / anãntei             | alãntor / anãntor         | alãntor / anãntor                    |

Observații:
- Formele de mai sus se folosesc și ca pronume (Aist s-lo acats „Pe acesta să-l prinzi”), și ca adjective pronominale. Acestea din urmă pot fi antepuse sau postpuse substantivului: tsi si-lj facã aestui om „ce să-i facă acestui om”, furlu aestu „hoțul acesta”. Sunt și forme cu particula -a, întâlnite de Capidan numai în scris: Acui sun oili atsealea tse pascu? „Ale cui sunt oile acelea care pasc?”
- Există un tip de sintagmă care denumește soția cu ajutorul pronumelui de depărtare atsea contras cu al: tsal Tuli „soția lui Tuli”.

Alte exemple în propoziții:
Arsãri sh-aestu „Sări și acesta”;
Lã aflã aistor cãte nã featã „Le găsi acestora câte o fată”;
Portul lor aundzeashte ma multu cu aistelor de ma nãpoi „Portul lor seamănă mai mult cu al acelora din urmă”;
S-duse pi locul atsãl „Se duse în locul acela”;
Anantsã cãnj s-loarã dupã nãs „Ceilalți câini se luară după el”.

##### Pronumele interogativ-relativ
Ca pronume interogative și relative există formele:
- singular:

- nominativ-acuzativ: care / acare / cari / acari / cai și tse / tsi;
- genitiv-dativ: acui / acuri / acure;

- plural: care / acare / cari / acari.

În propoziții:
cai va s'ljai? „pe cine o să iei?”;
Acure-i feata di pi leagãn? „A cui e fata de pe leagăn?”;
muljare acui frate avea moartã „femeie al cărei frate murise”;
tse-i nãs nu i vãrã „ce-i el nu-i nimeni”.

#### Numeralul
În domeniul numeralului cardinal se observă următoarele particularități față de română:
- Se păstrează numeralul latinesc VIGINTI > yinghits / yinyits „douăzeci”.
- Se construiesc cu prepoziție numeralele cardinale începând cu 11 (față de 20 în română): unsprãdzatsi di dzãli „unsprezece zile”.
- Construcția nume de cifră + spre + zece se aplică și de la 21 la 29: doisprãyinyits „douăzeci și doi”.
- De la 31 în sus, numerele se constuiesc fără „și”. Numele zecilor se unesc cu ale unităților prin vocala i silabică: treidzãtsiunu „treizeci și unu”.
- Numeralele se pot articula cu articolul hotărât și se declină: doilji, a doilor „cei doi, (al/a/ai/ale) celor doi”.

Numeralul ordinal se formează din numeralul cardinal + articolul hotărât: shasile „al șaselea”, noaulu „al nouălea”.
Se formează numerale colective și de la trei, patru etc.: amindoi, amintrei, aminpatru, amintsintsi etc., cu varianta shamindoi etc.

#### Verbul
Verbele aromânești sunt clasate în patru conjugări, ca cele din română, cu cele două variante (fără sufix și cu sufix) la conjugările I și a IV-a. În continuare se prezintă exemple de conjugare regulată.

##### Indicativ prezent
Indicativul prezent este forma de bază a verbului în gramatica aromânei. Cea de persoana I singular constituie cuvântul-titlu pentru verbe în dicționare. Exemple de conjugare:
| Conj. I   | Conj. I cu sufix | Conj. II    | Conj. III   | Conj. IV        | Conj. IV cu sufix   |
| --------- | ---------------- | ----------- | ----------- | --------------- | ------------------- |
| cãntu     | lucredzu         | cad(u)      | bat(u)      | dormu           | grescu „grăiesc”    |
| cãntsã    | lucredz          | cadz        | bats        | dornji          | greshti             |
| cãntã     | lucreadzã        | cadi / cade | bati / bate | doarmi / doarme | greashti / greashte |
| cãntãm(u) | lucrãm(u)        | cãdem(u)    | batim(u)    | durnjim(u)      | grim(u)             |
| cãntats   | lucrats          | cãdets      | batits      | durnjits        | grits               |
| cãntã     | lucreadzã        | cad(u)      | bat(u)      | dormu           | grescu              |

##### Timpuri trecute ale indicativului
La imperfect, persoana a III-a plural este identică cu a III-a singular.
| Conj. I | Conj. II | Conj. III | Conj. IV |
| ------- | -------- | --------- | -------- |
| cãntam  | cãdeam   | bãteam    | durnjam  |
| cãntai  | cãdeai   | bãteai    | durnjai  |
| cãnta   | cãdea    | bãtea     | durnja   |
| cãntam  | cãdeam   | bãteam    | durnjam  |
| cãntats | cãdeats  | bãteats   | durnjats |
| cãnta   | cãdea    | bãtea     | durnja   |

Perfectul simplu se folosește mai frecvent decât perfectul compus. Se deosebesc verbele cu accentul pe desinență (cele de mai jos) și cele cu accentul pe rădăcină. La cele cu accentul pe desinență, persoana I plural este fără -rã-, iar persoana a II-a plural tot fără -rã- și cu desinențele -at, -ut, -it.
| Conj. I | Conj. II | Conj. III | Conj. IV |
| ------- | -------- | --------- | -------- |
| cãntai  | cãdzui   | bãtui     | durnjii  |
| cãntash | cãdzush  | bãtush    | durnjish |
| cãntã   | cãdzu    | bãtu      | durnji   |
| cãntãm  | cãdzum   | bãtum     | durnjim  |
| cãntat  | cãdzut   | bãtut     | durnjit  |
| cãntarã | cãdzurã  | bãturã    | durnjirã |

La verbele cu accentul pe rădăcină (unele verbe de conjugarea a III-a), persoana I singular are desinența -sh(u): scosh(u) „scosei”, aprimshu „aprinsei”, dush(u) „dusei”.
Perfectul compus se formează cu formele complete ale verbului auxiliar am.
| am cãntatã    |
| ai cãntatã    |
| are cãntatã   |
| avem cãntatã  |
| avets cãntatã |
| au cãntatã    |

Mai mult ca perfectul sintetic a dispărut în aromână, fiind înlocuit cu unul analitic, format cu auxiliarul am la imperfect :
| aveam cãntatã „cântasem” |
| aveai cãntatã            |
| avea cãntatã             |
| aveam cãntatã            |
| aveats cãntatã           |
| avea cãntatã             |

##### Timpuri viitoare ale indicativului
Viitorul se poate forma în mai multe feluri, dintre care cel mai răspândit este cu verbul auxiliar voi „a vrea” la persoana a III-a singular a indicativului prezent la toate persoanele (va) + conjunctivul prezent (vezi mai jos): va s-cãntu „voi cânta”.
Viitorul anterior se formează cu va + conjunctivul perfect compus: va s-am cãntatã „voi fi cântat”.

##### Modul conjunctiv
Conjunctivul are patru timpuri: prezent, imperfect, perfect și perfect compus. Se folosește cu conjuncția sã, care are de asemenea variantele se, si și s-.
La conjunctiv prezent, conjugarea I, persoana a III-a nu diferă de cea de la indicativ prezent:
| Conj. I     | Conj. I cu sufix | Conj. II   | Conj. III  | Conj. IV     | Conj. IV cu sufix |
| ----------- | ---------------- | ---------- | ---------- | ------------ | ----------------- |
| s-cãntu     | s-lucredzu       | s-cad(u)   | s-bat(u)   | s-dormu      | s-grescu          |
| s-cãntsã    | s-lucredz        | s-cadz     | s-bats     | s-dornji     | s-greshti         |
| s-cãntã     | s-lucreadzã      | s-cadã     | s-batã     | s-doarmã     | s-greascã         |
| s-cãntãm(u) | s-lucrãm(u)      | s-cãdem(u) | s-batim(u) | s-durnjim(u) | s-grim(u)         |
| s-cãntats   | s-lucrats        | s-cãdets   | s-batits   | s-durnjits   | s-grits           |
| s-cãntã     | s-lucreadzã      | s-cadã     | s-batã     | s-doarmã     | s-greascã         |

Conjunctiv imperfect: s-cãntam.
Conjunctiv perfect compus: s-am cãntatã.
Conjunctiv mai mult ca perfect: s-aveam cãntatã.

##### Modul condițional-optativ
Condiționalul-optativ prezent este sintetic, desinențele fiind adăugate la forma de infinitiv:
| s-cãntarim „aș cânta” |
| s-cãntari             |
| s-cãntare/cãntari     |
| s-cãntarim            |
| s-cãntarit            |
| s-cãntare/cãntari     |

Condiționalul-optativ perfect se formează cel mai adesea din imperfectul verbului voi la forma unică vrea + condiționalul prezent: vrea s-cãntarim „aș fi cântat”.

##### Modul imperativ
La imperativ, în afară de formele de persoana a II-a asemănătoare cu cele din română (imperativul propriu-zis), mai sunt forme și pentru persoana I, cu conjuncția as, din greacă, iar la persoana a III-a, pe lângă conjuncția s(ã) se mai folosește și las + conjunctiv prezent.
| Conj. I       | Conj. I cu sufix | Conj. II     | Conj. III    | Conj. IV       | Conj. IV cu sufix |
| ------------- | ---------------- | ------------ | ------------ | -------------- | ----------------- |
| as cãntu!     | as lucredzu!     | as cad(u)!   | as bat(u)!   | as dormu!      | as grescu!        |
| cãntã!        | lucreadzã!       | cade!        | bate!        | dornji!        | grea!             |
| las cãntã!    | las lucreadzã!   | las cadã!    | las batã!    | las doarmã!    | las greascã!      |
| as cãntãm(u)! | as lucrãm(u)!    | as cãdem(u)! | as batim(u)! | as durnjim(u)! | as grim!          |
| cãntats!      | lucrats!         | cãdets!      | bãtets!      | durnjits!      | grits!            |
| las cãntã!    | las lucreadzã!   | las cadã!    | las batã!    | las doarmã!    | las greascã!      |

Infinitivul scurt nefiind folosit, imperativul negativ la persoana a II-a singular are aceeași formă ca imperativul pozitiv: nu cãntã! „nu cânta!”

##### Moduri nepersonale
La infinitiv se păstrează numai forma lungă:
| Conj. I           | Conj. II          | Conj. III       | Conj. IV            |
| ----------------- | ----------------- | --------------- | ------------------- |
| cãntare / cãntari | cãdeare / cãdeari | batire / batiri | durnjire / durnjiri |

La gerunziu, sufixelor asemănătoare cu cele din română li se adaugă -a sau -alui:
| Conj. I       | Conj. II      | Conj. III    | Conj. IV       |
| ------------- | ------------- | ------------ | -------------- |
| cãntãnda(lui) | cãdzãnda(lui) | bãtãnda(lui) | durnjinda(lui) |

La participiu există o singură formă pentru masculin și feminin singular, cea de feminin din română.
| Conj. I | Conj. II | Conj. III | Conj. IV |
| ------- | -------- | --------- | -------- |
| cãntatã | cãdzutã  | bãtutã    | durnjitã |

Verbele de conjugarea a III-a numite „cu accentul pe rădăcină” au forme diferite: arsu „ars”, aprimtu „aprins”, coptu „copt”.

### Sintaxă
Sintaxa limbii aromâne nu diferă în esență de cea a românei, dar are unele particularități.

#### Determinarea cu articol hotărât
Articolul hotărât se folosește în mai multe cazuri decât în română. De pildă, în domeniul substativului poate fi folosit și cu numele proprii de persoană: Goglu „Gogu”.
În domeniul adjectivului, articolul hotărât intervine în formarea gradului superlativ relativ: cama marlji „cei mai mari”.
Articolul hotărât îi corespunde celui demonstrativ din română și în domeniul numeralului. Determinarea definită a celui cardinal se face cu articolul hotărât: doilji sots „cei doi tovarăși”. Tot cu articol hotărât se folosește numeralul pentru exprimarea orei: tu treile oare „la ora trei”. Numeralul colectiv primește de asemenea articol hotărât (shamintreilji cãnj „toți cei trei câini”), iar numeralul ordinal se formează din numeralul cardinal cu articolul hotărât: shasile „al șaselea”, noaulu „al nouălea”.
În sintagma substantiv + adjectivul demonstrativ atsel + atribut adjectival, acesta poate fi folosit nu numai nearticulat, ci și articulat cu articol hotărât: omlu atsel bun sau omlu atsel bunlu „omul acela bun”.

#### Particularități în exprimarea subiectului și a unor complemente
Formele pronumelui personal de persoana I și a II-a singular pentru exprimarea subiectului în graiurile din nord pot fi cele de acuzativ, mine/mini, respectiv tine/tini, în locul lui io, respectiv tu. Caragiu Marioțeanu 1997 chiar le recomandă ca normă: mini lucredzu, tini lucredz „eu lucrez, tu lucrezi”. În schimb, în graiurile din sud se folosește uneori io cu prepoziție în funcție de complement indirect: Tsãni-ti di mini/io „Ține-te de mine”.
Complementul direct exprimat prin pronume personal se folosește în general fără prepoziție: nu ti voi tine „nu te vreau pe tine”.
Este mai frecventă decât în română anticiparea cu pronume personal formă neaccentuată a complementului direct exprimat prin substantiv, adică aceasta se face inclusiv atunci când este vorba de un nume de lucru: Unã intratã n casã, o bagã chiatra sun limbã „Cum a intrat în casă, pune piatra sub limbă”.
Complementul de loc exprimat prin nume de localitate se construiește cel mai adesea fără prepoziție (Mi duc Bitule „Mă duc la Bitolia”), și doar uneori cu prepoziție: S-dusi n Sãrunã „Se duse la Salonic”.

#### Funcțiile luitse/tsi
Tse/tsi este în principal pronume interogativ-relativ. Ca atare se folosește mai mult decât cari/care, atât în funcție de subiect (ficiorlu tsi vini „feciorul care vine”), cât și în alte funcții sintactice, dar tot fără prepoziție: Fu dus tu odãlu tse era shi feata „Fu dus în odaia în care era și fata”.
Acest cuvânt mai poate îndeplini în frază și funcția de legătură a adverbului relativ (avea trei anj […] tsi ira dus „erau trei ani […] de când era dus”), și pe cea de conjuncție ce introduce o propoziție circumstanțială de scop: El o catsã oaia di gurmadzu tsi s-nu zghiară „Prinde oaia de grumaz, ca să nu behăie”.

#### Funcții ale infinitivului
Infinitivul se folosește mai ales cu valoare substantivală. Cu valoare verbală se folosește mai puțin, în următoarele cazuri:
- în construcția impersonală cu va sau lipseashte „trebuie”: Va scriare unã carte „Trebuie să se scrie o scrisoare”, Lipseashte zburãre cu un mastur „Trebuie vorbit cu un meșter”;
- drept complement circumstanțial de scop fără prepoziție al unor verbe de mișcare: Vru s-ducã avinare „Vru să se ducă să vâneze”;
- într-o sintagmă cu adverbul unã echivalentă cu o propoziție subordonată: Unã strigare, tutsi se-adunarã „Îndată ce strigă, toți se adunară”;
- drept complemente cu mai multe prepoziții: di/ti/tã/trã/tu mãcare „de mâncat”, […] n-casã no-avea nitsi un lemnu ti vãtãmare shoaritslji „[era așa de sărac, încât] nu avea în casă nici măcar un lemn pentru omorât șoarecii”.

#### Funcții ale participiului
Participiul se folosește și cu unele funcții diferite de cele din română:
- cu sens activ: duruta mumã „mama iubitoare”;
- în locul infinitivului lung substantivat: tru ishitã din hoarã „la ieșirea din sat”;
- într-o sintagmă cu adverbul unã echivalentă cu o subordonată: Unã intratã n casã, o bagã chiatra sun limbã „Cum a intrat în casă, pune piatra sub limbă”;
- cu prefixul negativ ni-, astfel fiind echivalent cu o propoziție: Tini, nivinitã, vrei s-fudz? „Tu, abia ai venit și vrei să pleci?”

#### Particularități de topică
Una din particularitățile de topică se observă în sintagma cu substantiv articulat nehotărât folosit cu alt, -ã: altã unã bisearicã „o altă biserică”.
Articolul hotărât este în general enclitic, dar nu totdeauna. La genitiv-dativ feminin singular, unele substantive pot primi articolul hotărât enclitic sau proclitic: ali featã sau a featiljei. La altele, articolul este numai proclitic. Astfel sunt unele nume comune de persoană feminine (ali dadã „mamei”) și numele proprii de persoană, atât feminine, cât și masculine: ali Ghene „Ghenei”, al Griva „lui Griva”.
Altă particularitate este antepunerea complementului direct exprimat prin pronumele personal de formă neaccentuată, nu numai la prezent, ci și la perfectul compus: u am vidzutã „am văzut-o”. În schimb când verbul este la viitorul fără conjucția sã, pronumele se plasează după verbul auxiliar: va ti ved „te voi vedea”.

## Lexic
Partea principală a lexicului aromânei este formată în majoritate din cuvinte moștenite din latină și limba s-a îmbogățit cu cuvinte împrumutate din limbile vecine, precum și prin formare de cuvinte pe teren propriu, mai ales prin derivare.

### Cuvinte moștenite
Lexicul de bază este preponderent moștenit din latină. Este semnificativ faptul că lista Swadesh a limbii aromâne de 207 cuvinte este compusă în proporție de peste 92% din cuvinte de această origine.
Aromâna păstrează cuvinte și sensuri latinești care nu există și în celelalte limbi romanice de est: bash/bashiu „(eu) sărut”, cusurin(u) „văr”, dimãndari/dimãndare „poruncă”, uin(u) „de oaie”, agiun(u) „flămând”, fumealji/fumealje „familie, copii”, largu „departe”, vatãm(u) „ucid”, mur(u) „zid”, cãtinã „lanț”, ermu „pustiu”, fleamã „flacără”, mes „lună” (din calendar), etã „vârstă, secol” (cf. albaneză jetë) etc.

### Împrumuturi
Împrumuturile vechi provin din limbile altor popoare sud-dunărene. Cele mai numeroase sunt neogrecești: pirazmo „drac”, cãrãvidhã „rac”, yramã „literă”, xen „străin”, anarga „încet”, tora „acum”.
Mai sunt împrumuturi vechi și din:
- limbi slave: cucot „cocoș”, gaidã „cimpoi”, nimal „destul”;
- limba albaneză: banã „viață”, gumar „măgar”;
- limba turcă: cãsãbã „oraș”, huzmichiar „servitor”, zurlu „nebun”.

Împrumuturile actuale sunt în general latino-romanice care au intrat și în alte limbi. La Caragiu Marioțeanu 1997 apar servescu, poezie, poetu, hotelu,
pronumi interogativu, pronunțari, controversâ, vocalâ, consoanâ, neologismi. Ballamaci introduce în manualul său cuvinte de origine romanică ce au intrat și în albaneză: vizitari „a vizita”, agensiă „agenție”, tur / giro „tur”, interesant, turistic, dacord „de acord”.

### Derivare
În afară de afixe care se găsesc și în română, aromâna mai are și altele, unele împrumutate.
Sufixe specifice:
- -ame: bãrbatame „mulți bărbați”, urãtsame „urâțenie”;
- -ic, -icã: frãtic „frățior”, fiticã „fetiță”;
- -ice: gurice „guriță”;
- -inã: fucurinã „loc unde s-a făcut foc”;
- -ãriu: vãcãriu „mulțime de vaci”;
- -ish: muntish „de munte”;
- -iu: limniu „grămadă de lemne”;
- -ut: plãngut „plânset”.

Prefixe specifice:
- xenu- (din greacă): xenulucredz „lucrez lucru străin”, xenuzburãscu „(eu) vorbesc aiurea”;
- para- (din greacă): parafac „(eu) fac prea mult”, paralucredzu „lucrez prea mult”;
- sum-: sumarãd „(eu) râd reținut”.

### Compunere
În aromână există cuvinte compuse comune cu româna, dar și proprii: njadzã-iarnã „mijlocul iernii”, tsiripãne (din tseare „cere” + pãne „pâine”) „cerșetor”, ayru-cucot „cocoș sălbatic”, tindugumar (din tindu „întind” + gumar „măgar”) „om leneș”.
Sunt și cuvinte compuse dintr-unul existent și unul fără sens, care are același număr de silabe ca primul și rimează cu acesta: Astãdz mi dush s-acumpãr zahãre-mahãre, sare-mare, carne-marne, fãrinã-mãrinã… „Azi mă dusei să cumpăr zahăr, sare, carne, făină…”.

## Exemplu de text
Iată mai jos trei variante ale rugăciunii Tatăl nostru în limba aromână:
| Tatâ a nostru, cari hii tu țeru, s-aiseascâ numa a Ta, s-yinâ amiral'iea a Ta, s-facâ vrearea a Ta, ași cumu n țeru, ași ș-pisti locu. Pânea a noastrâ ațea di tuti dzâlili dă-nâ u a noauâ adzâ ș-nâ li l'artă amărtiili noastri, ași cumu li l'rtămu ș-noi unu a lântui. Ș-nu nâ du pi noi la cârtiri, ma nâ aveagl'i di ațelu arău. Câ a Ta easti amiral'iea ș-putearea, a Tatălui ș-a Hil'iului ș-a Spiritului Sântu, tora, totana și tu eta etiloru. Aminu. | Tatã a nostru, cai eshci ãn tser, s-ayisescã numa a Ta, s-yinã vãsilia a Ta, s-facă vrerea a Ta, ashi cum sh-ãn tser, ahi sh-pi tutã-n loc. Pãne a nostrã atsea di cathi dzuã dã-nã-u a nao sh-azã shi ljartã-nã-le amãrtiile-a nostre, ashi cumu le-ljirtãm shi noi a tsilor cai nã-fac amãrtie. Shi nu nã-du tu pirazmo, ma aveglji-nã di atselu arãolu. Cã a Ta easte vãsilia shi puterea, a Tatãlui sh-a Hiljlui shi-a Spiritlui Ayiu, tora, totana shi tu eta etilor. Amin. | Afendi a nostu, tsi eshtsã tu tseru, s aysiseascã numa Tauã, yie amirãria Tauã, S adarã vrearea Tauã, cumu tu tseru, ashi sh pisti locu, cumu ndzeanã, ashi sh npadi. Pãnea a noastã atsea di daima dã nu a nauã cathi dzuuã sh nã iartã cãbãtsli a noasti, cumu sh noi irtãmu atsilor tsi nã cãbãtisescu. Sh nu nã du pi noi tu pirazmo, ma aveaghinã di iehtrul atselu lailu. Cã a Tauã iasti tinjia anamea sh pirifanjea tu aiestã amirãrie, tora di daima sh tu ieta ietilor. Aminu (ashi s hibã). |